# Gà chọi Thái

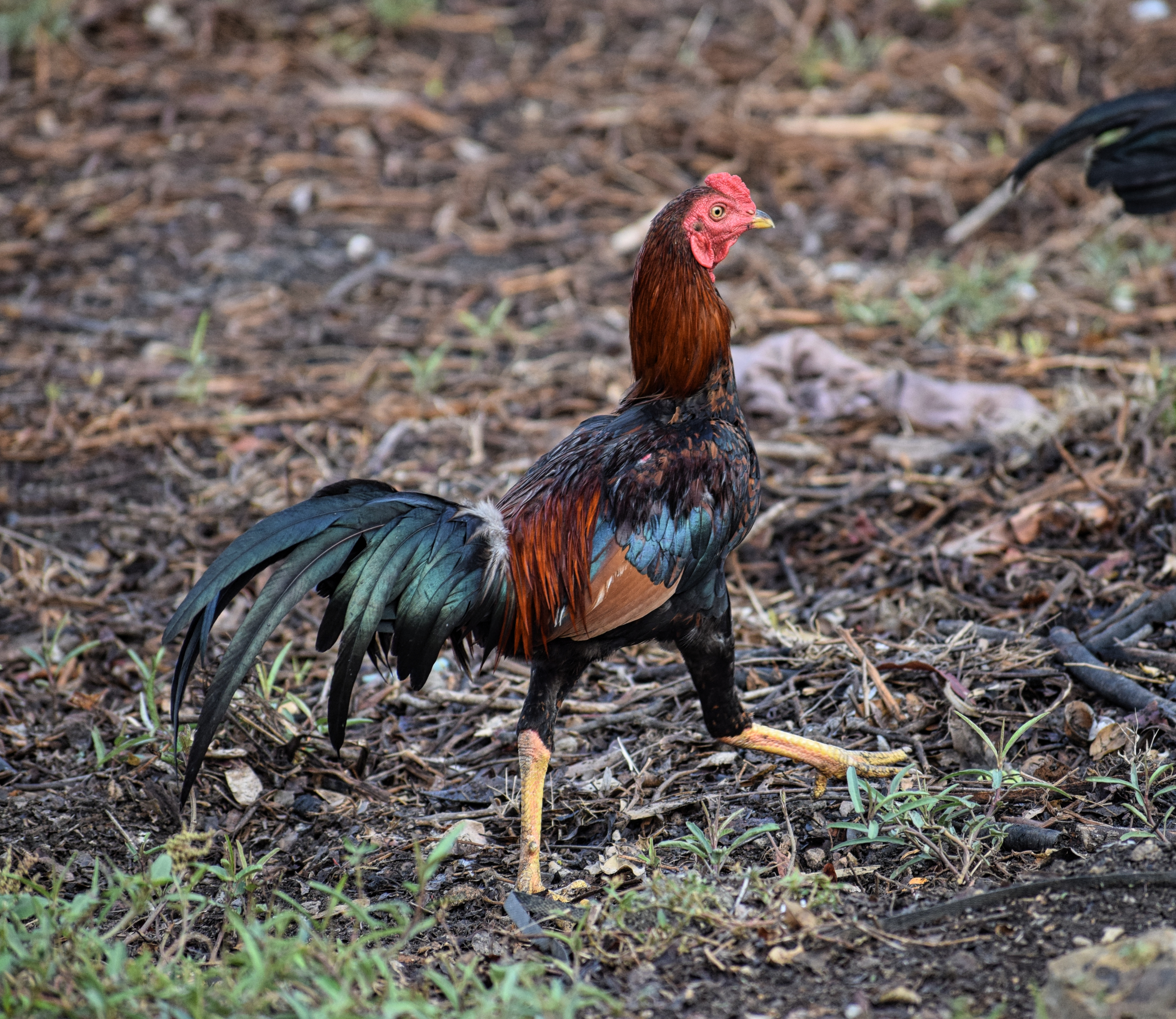
Một con gà chọi Thái

Gà chọi Thái (tiếng Thái Lan: ไก่ชน) là một giống gà chọi lâu đời của Thái Lan, nhưng đến năm 2009, chúng được công nhận bởi Hiệp hội tiêu chuẩn gia cầm Anh (British Poultry Standards), chúng là giống nền để lai tạo ra gà Shamo ở Nhật. Người Thái Lan rất đam mê món đá gà. Giá của một chú gà chọi có thể lên tới 1 triệu baht (gần 24.000 USD). Nhưng gà nhà và gà chọi đã gây ra đợt bùng phát H5N1 tại tỉnh Suphanburi, phía bắc Bangkok.

## Chăn nuôi
Thái Lan là một đất nước có truyền thống chơi gà chọi thi đấu và được cá cược hợp pháp. Các chủ trang trại nuôi gà chọi khép kín từ khâu chọn tạo giống, nuôi dưỡng đến huấn luyện gà mở sới đấu gà để đăng ký và kinh doanh. Một số chủ trang trại lớn có thể mở nhiều sới, cả đấu trường đấu gà, giá vé cho một người xem là khoảng 50 bạt và giải thưởng cao nhất là 20.000 bạt, người thắng cuộc phải nộp thuế 20%. Gà thái lông đẹp, đa số là gà mẩu tân công, đa số màu sắc đều được chấp nhận nhưng thông dụng là màu đen đỏ.
Cục Phát triển chăn nuôi quy định đăng ký, cấp phép cho từng chủ hộ. Mỗi con gà chọi được kiểm tra kỹ càng và cấp hộ chiếu, khi mang theo gà chọi đi thi đấu phải nhớ mang kèm hộ chiếu của gà, khi đưa gà hay xe cộ từ bên ngoài vào trong trại đều được phải khử trùng nhằm đảm bảo an toàn và vệ sinh. Hộ chiếu của những chú gà chọi Thái sẽ ghi lại diễn biến sức khoẻ trước đây của chúng cùng với ảnh người chủ, chân và đầu chú gà. Đây là một nỗ lực của chính quyền Thái Lan nhằm ngăn ngừa virus cúm gà phát tán. Người chủ phải mang gà tới đăng ký với quan chức địa phương và họ cần thông báo mỗi khi đưa gà đi nơi khác.

## Giá trị
Giống gà chọi này từng gây ra tiếng vang trong thương vụ chi gần 1 triệu baht (khoảng 29.000 đôla tương đương gần 660 triệu đồng Việt Nam) để chuyển nhượng một con gà trống tại Thái Lan, tại trang trại Sum tại huyện Saraphi, Chiangmai. Con gà trống giống Phama Mahwing được bán với giá 1 triệu baht, con gà trống này 16 tháng tuổi, nặng 2,6 kg, thuộc giống Phama Mahwing là một giống lai giữa gà trống Thái và gà mái Myanmar. Con gà là một trong số 50 con gà đá mà trang trại đang nuôi.
Ban đầu, nó mua với giá 80.000 baht, khoảng 2.300 đôla khi chưa đầy một tháng tuổi. Sau khi con gà lập kỷ lục với 3 chiến thắng liên tiếp đầy vang dội, nhiều người đã ngã giá 500.000 baht để được sở hữu. Cuối cùng, chủ trang trại đã chấp nhận bán nó với giá 1 triệu baht. Trận đấu thứ hai và thứ ba của con gà và rất ấn tượng với phong cách chiến đấu của nó. Trong trận đấu thứ hai, con gà chỉ mất 16 phút để đánh bại đối thủ, người mua gà để phối giống với một con gà mái Myanmar có giá đến 4 triệu baht (tương đương 116.000 đôla). 

## Hình ảnh

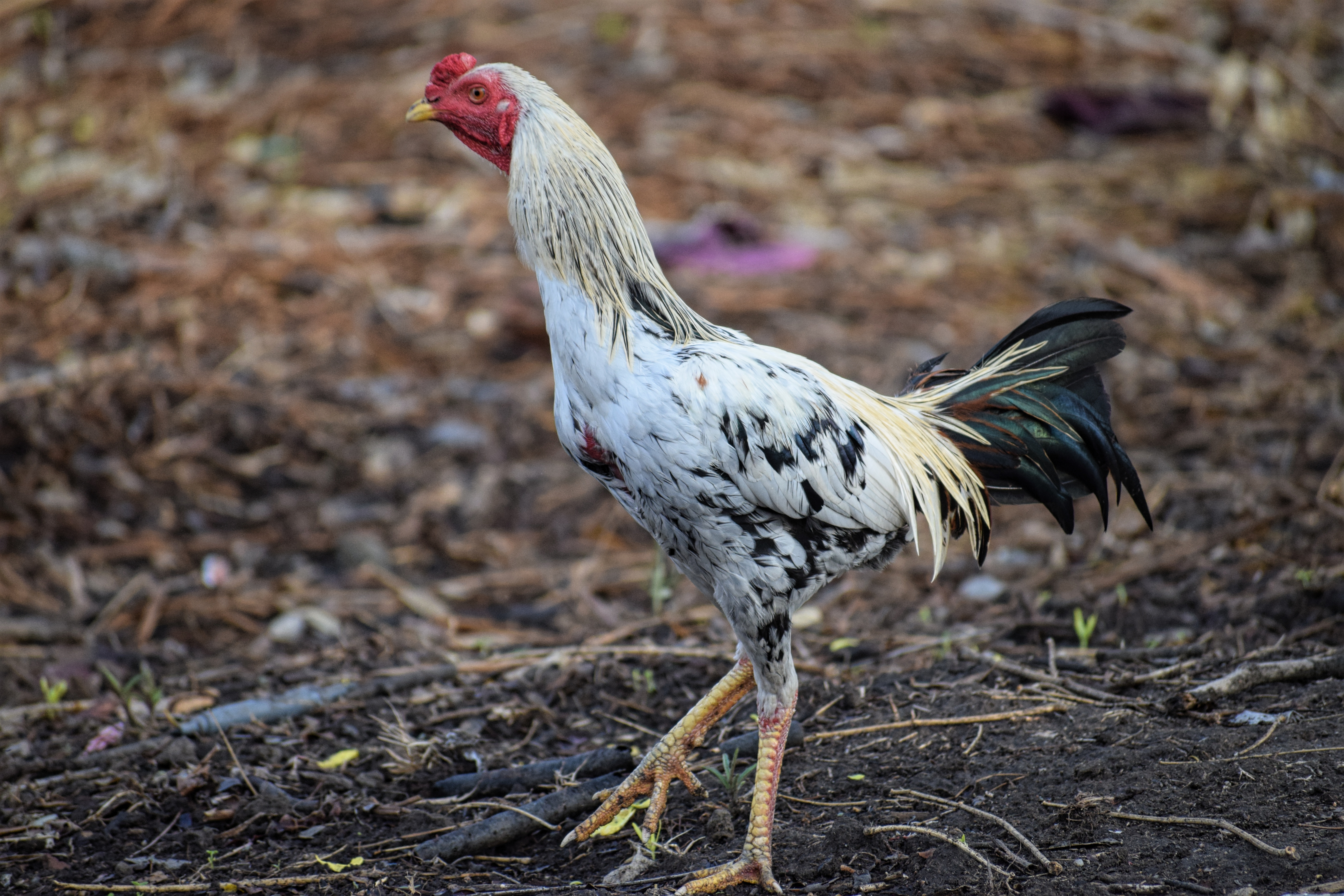
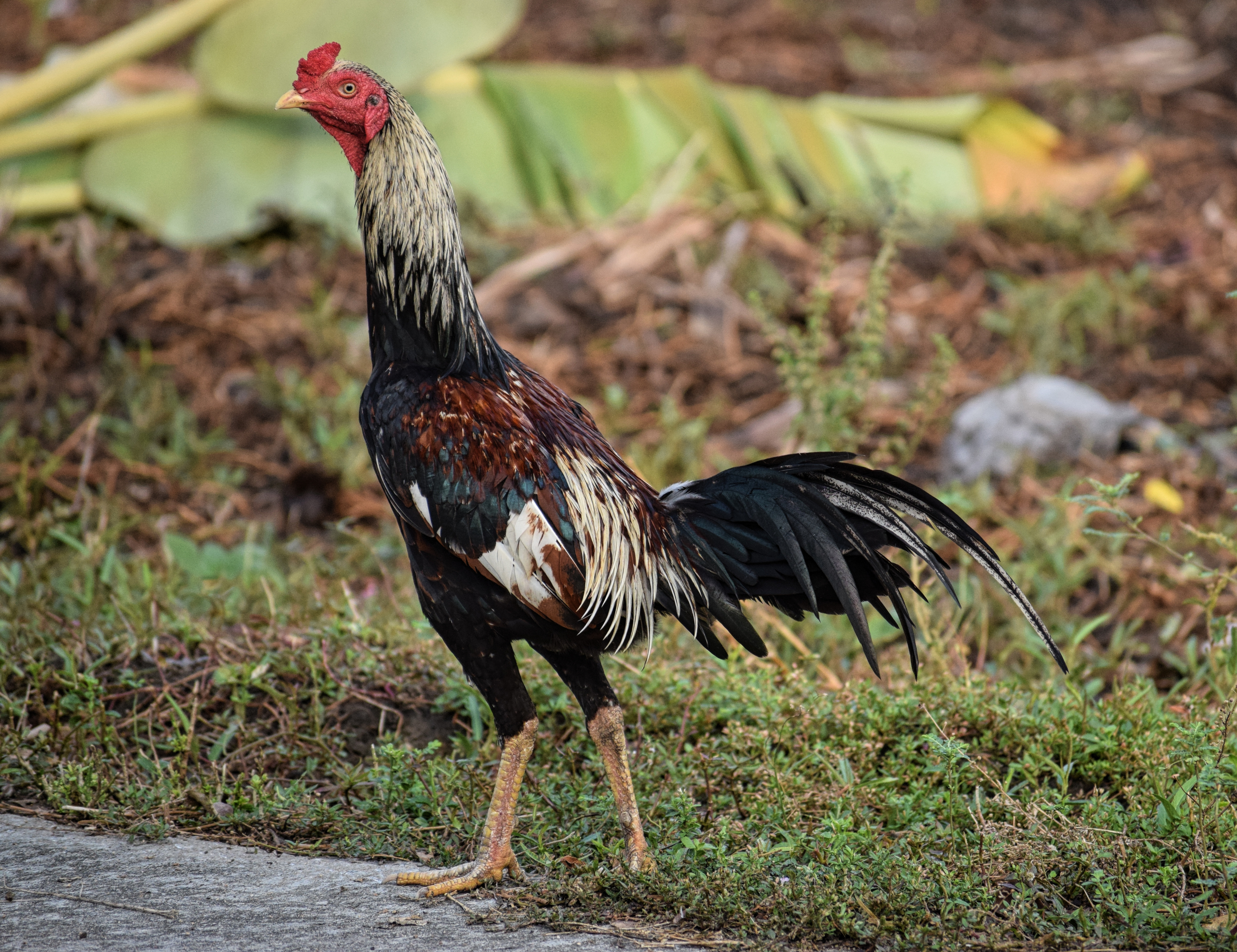
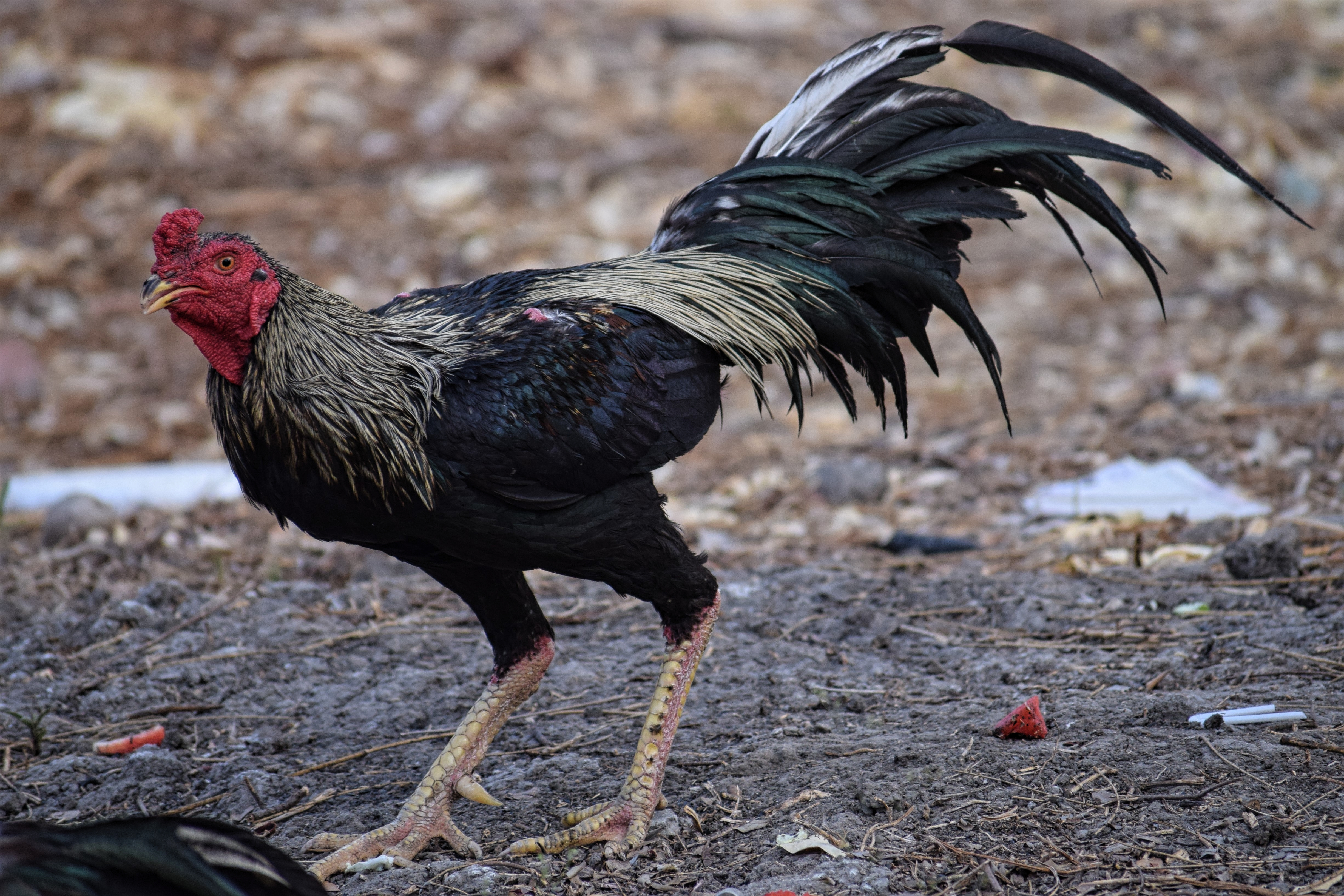
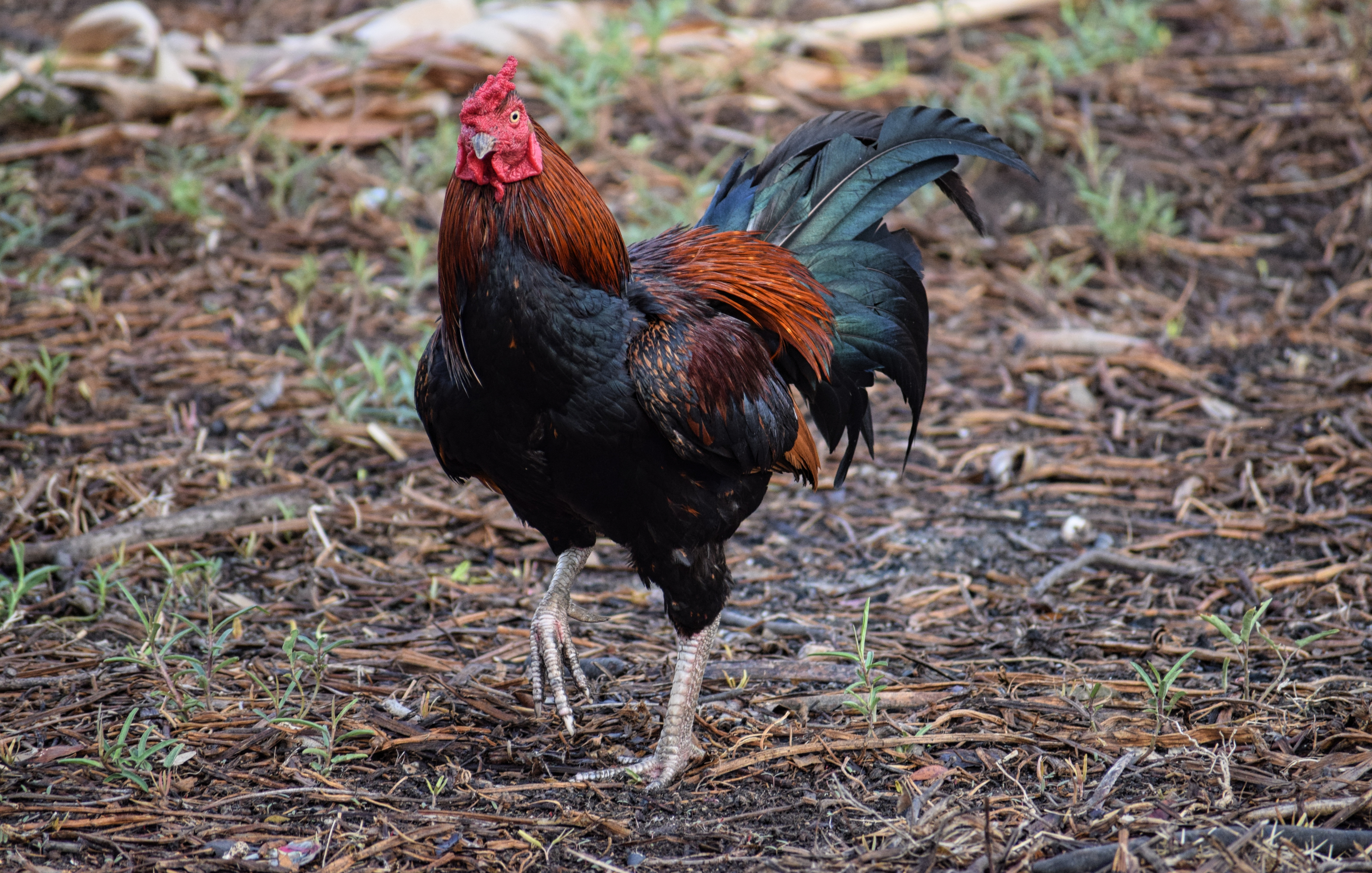